# Långarsbo
Långarsbo är en by i Östervåla socken, Heby kommun.
Långarsbo omtalas i dokument första gången 1541 ("Longansboda"). I jordeboken under 1500-talet upptas Långarsbo som 1 mantal skatte om 2 öresland 16 penningland. Förleden betydelse är osäker, men skulle kunna vara ett namnsbinamn, Lang-Hans eller Lång-Hans. 